# Дом купеческого собрания (Нежин)
Дом купеческого собрания или Дом, где размещался первый революционный комитет Нежинского уезда — памятник истории и архитектуры местного значения в Нежине. Сейчас в здании размещается библиотека НГУ.  

## История
Решением исполкома Черниговского областного совета народных депутатов трудящихся от 31.05.1971 № 286 присвоен статус памятник истории местного значения с охранным № 123 под названием Дом, где размещался первый революционный комитет (ревком) Нежинского уезда.
Приказом Министерства культуры Украины 21.12.2012 года № 1566 присвоен статус памятник архитектуры местного значения с охранным № 10012–Чр под названием Дом купеческого собрания и внесён в Государственный реестр недвижимых памятников Украины. 
Приказом Департамента культуры и туризма, национальностей и религий Черниговской областной государственной администрации от 12.11.2015 № 254 для памятника истории используется новое названием — Дом купеческого собрания.
Установлена информационная доска.

## Описание
Дом построен в 1899 году для купеческого клуба.
Каменный, двухэтажный на подвале, прямоугольный в плане дом, с четырёхскатной крышей. Фасад направлен на юго-восток к улице Гоголя, симметричный, что подчеркивают два боковых и центральный фронтоны. В тимпане фронтона указана дата строительства «1899». Общая площадь 1146,8  м². Линия между этажами и карниза выделена декоративными элементами на фасаде здания.  
До 1917 года в доме размещался Нежинский купеческий клуб. В периоды 22-28 ноября 1917 года и 17 января — 5 марта 1918 года в здании размещался Нежинский уездный революционный комитет. После Великой Отечественной войны в здании разместилась библиотека. В 1985 году был создан отдел библиотеки «редкой книги» — музей редкой книги имени Г. П. Васильковского.
Сейчас в здании размещается библиотека НГУ.